# Горица Гајевић
Горица Гајевић (Ваљево, 20. мај 1958 — 16. децембар 2024) била је српска правница и политичарка, у периоду од марта 1996. до новембра 2000. године обављала је дужност генералног секретара Социјалистичке партије Србије.

## Биографија
Рођена је 20. маја 1958. у Ваљеву. Њен отац Арсеније Гајевић био је инжењер агрономије, а мајка Елвира, рођена Швикарт, домаћица. Одрасла је у Рашкој, где је 1977.  завршила гимназију „25. мај”. Потом је студирала на Правном факултету у Београду, где је 1981. дипломирала на кривично-судском смеру.
Од 1982. до 1983. била је судија приправник, потом стручни сарадник од 1983. до 1984. и судија у Општинском суду у Рашкој, од 1984. до 1989. године. Била је политички активна у Савезу комуниста, а од 1989. до 1990. је била председник Општинског комитета Савеза комуниста Србије у Рашкој. Након формирања Социјалистичке партије Србије, била је од 1990. до 1992. председник Општинског одбора СПС у Рашкој. У Социјалистичкој партији обављала је разне дужности — била је члан Главног одбора, члан Савета за државно и уставно уређење и правни систем, Савета за здравство, Савета за друштвени положај жене и деце и Комисије за представке и жалбе Главног одбора СПС.
Бирана је за народног посланика Народне скупштине Републике Србије и за народног посланика у Већу грађана Савезне скупштине СР Југославије.
На Трећем конгресу СПС, одржаном 2. марта 1996. изабрана је за генералног секретара СПС. Убрзо потом изабрана је за потпредседника Већа грађана Савезне скупштине СРЈ. Од тада па до петооктобарских промена била је једна од најзначајнијих личности СПС и један од најближих сарадника Слободана Милошевића. Такође, била је у Управном одбору Националног парка „Копаоник” и Клиничког центра Србије, помоћник директора Србијашума и др. 
Након петооктобарских промена и пада Слободана Милошевића, дала је оставку на све партијске функције и повукла се из политичког живота. Живела је напре у Београду, а онда је прешла у Рашку, где се бавила адвокатуром. Септембра 2008. одлуком Скупштине општине Рашка изабрана је за општинског јавног правобраниоца.